# Гюнтер Шіммель
Гюнтер Шіммель (нім. Günther Schimmel; 13 серпня 1920, Нойнкгаузен — ?) — німецький офіцер-підводник, оберлейтенант-цур-зее крігсмаріне.

## Біографія
1 грудня 1939 року вступив на флот. В січні-серпні 1942 року — 1-й вахтовий офіцер на підводному човні U-59, з 26 вересня 1942 року — на U-711. В жовтні-грудні 1943 року пройшов курс командира човна. З 28 грудня 1943 року — командир U-137, одночасно 17-23 січня 1945 року — U-30, з 24 січня по 20 березня 1945 року — U-382. В березні-травні — командир роти земельного запасу. В травні був взятий в полон. 12 вересня 1945 року звільнений.

## Звання
- Кандидат в офіцери (1 грудня 1939)
- Морський кадет (1 травня 1940)
- Фенріх-цур-зее (1 листопада 1940)
- Оберфенріх-цур-зее (1 листопада 1941)
- Лейтенант-цур-зее (1 травня 1942)
- Оберлейтенант-цур-зее (1 грудня 1943)

## Нагороди
- Нагрудний знак підводника (18 червня 1943)
- Залізний хрест 2-го класу (1 жовтня 1943)